# Lasha Parunashvili
 Lasha parunashvili ( georgisk: ლაშა პარუნაშვილი; født 14. februar 1993) er en georgisk fodboldspiller, der tidligere bl.a. har spillet som midtbanespiller for Esbjerg. 

## International karriere
Parunashvili fik sin debut til landsholdet i et venskabskamp mod Usbekistan den 23. januar 2017.